# Karate la Jocurile Olimpice de vară din 2020 - 55 kg (feminin)
Proba de karate categoria 55 de kg feminin de la Jocurile Olimpice de vară din 2020 de la Tokyo a avut loc la data de 5 august 2021, la Nippon Budokan.

## Program
Orele sunt ora Japoniei (UTC+9) 
| Data               | Timp              | Etapă                                |
| ------------------ | ----------------- | ------------------------------------ |
| Joi, 5 august 2021 | 17:00 20:22 20:50 | Etapa eliminatorie Semifinale Finala |

## Formatul competiției
Competiția a început cu o etapă tip turneu cu două grupe, urmată de o singură etapă de eliminare. Fiecare grupă a fost formată din patru sau cinci sportive, sportiva care a terminat prima în grupa A urma să întâlnească sportiva care a terminat a doua în grupa B în semifinale și viceversa. Nu au existat meciuri pentru medalia de bronz la evenimentele de kumite. Cele care au pierdut semifinalele au primit fiecare o medalie de bronz.

## Rezultate

### Grupe

#### Grupa A
| L | Sportiv             | J | V | E | Î | P | Calificare |
| - | ------------------- | - | - | - | - | - | ---------- |
| 1 | Ivet Goranova (BUL) | 3 | 3 | 0 | 0 | 6 | Semifinale |
| 2 | Wen Tzu-yun (TPE)   | 3 | 2 | 0 | 1 | 6 | Semifinale |
| 3 | Ali El-Sawy (EGY)   | 3 | 1 | 0 | 2 | 2 |            |
| 4 | Naoto Sago (JPN)    | 3 | 0 | 0 | 3 | 0 |            |

#### Grupa B
| L | Sportiv                  | J | V | E | Î | P | Calificare |
| - | ------------------------ | - | - | - | - | - | ---------- |
| 1 | Anglika Terliuga] (UKR)  | 4 | 2 | 2 | 0 | 6 | Semifinale |
| 2 | Bettina Plank (AUT)      | 4 | 2 | 1 | 1 | 5 | Semifinale |
| 3 | Miho Miyahara (JPN)      | 4 | 2 | 0 | 2 | 4 |            |
| 4 | Moldir Zhangbyrbay (UZB) | 4 | 1 | 1 | 2 | 3 |            |
| 5 | Radwa Sayed (EGY)        | 4 | 1 | 0 | 3 | 2 |            |

### Runda eliminatorie
|  | Semifinale              | Semifinale              |                     |   | Finala | Finala |
|  |                         |                         |                     |   |        |        |
|  |                         |                         |                     |   |        |        |
|  |                         |                         |                     |   |        |        |
|  | Ivet Goranova (BUL)     | 4                       |                     |   |        |        |
|  | Ivet Goranova (BUL)     | 4                       |                     |   |        |        |
|  | Bettina Plank (AUT)     | 3                       |                     |   |        |        |
|  | Bettina Plank (AUT)     | 3                       | Ivet Goranova (BUL) | 5 |        |        |
|  |                         |                         | Ivet Goranova (BUL) | 5 |        |        |
|  |                         | Angelika Terliuga (UKR) | 1                   |   |        |        |
|  | Angelika Terliuga (UKR) | Angelika Terliuga (UKR) | 1                   | 4 |        |        |
|  | Angelika Terliuga (UKR) |                         |                     | 4 |        |        |
|  | Wen Tzu-yun (TPE)       | 4                       |                     |   |        |        |
|  | Wen Tzu-yun (TPE)       | 4                       |                     |   |        |        |